# Szövetségi Pénzügyi Felügyelet
A Szövetségi Pénzügyi Felügyelet, röviden Roszfinmonyitoring (oroszul: Федеральная служба по финансовому мониторингу; Росфинмониторинг) a végrehajtó hatalom keretében működő kormányzati szervezet, amelynek feladata a pénzmosás, illegális pénzforgalom és a terrorizmus pénzügyi háttere elleni tevékenység. A szervezetet Vlagyimir Putyin 2001. november 1-jei rendelete alapján hozták létre, eredetileg a pénzügyminisztérium alárendeltségébe tartozott. 2007 októberétől a Riszfinmonyitoring közvetlenül a miniszterelnök felügyelete alatt működik. Létrehozásától 2004. március 9-ig Pénzügyi Felügyeleti Bizottság néven működött. Vezetője 2001–2007 között Viktor Zubkov volt. Jelenlegi elnöke Jurij Csihanyin.

## Külső hivatkozások
- A Roszfinmonyitoring honlapja Archiválva 2020. július 2-i dátummal a Wayback Machine-ben